# Nationalisme allemand en Autriche

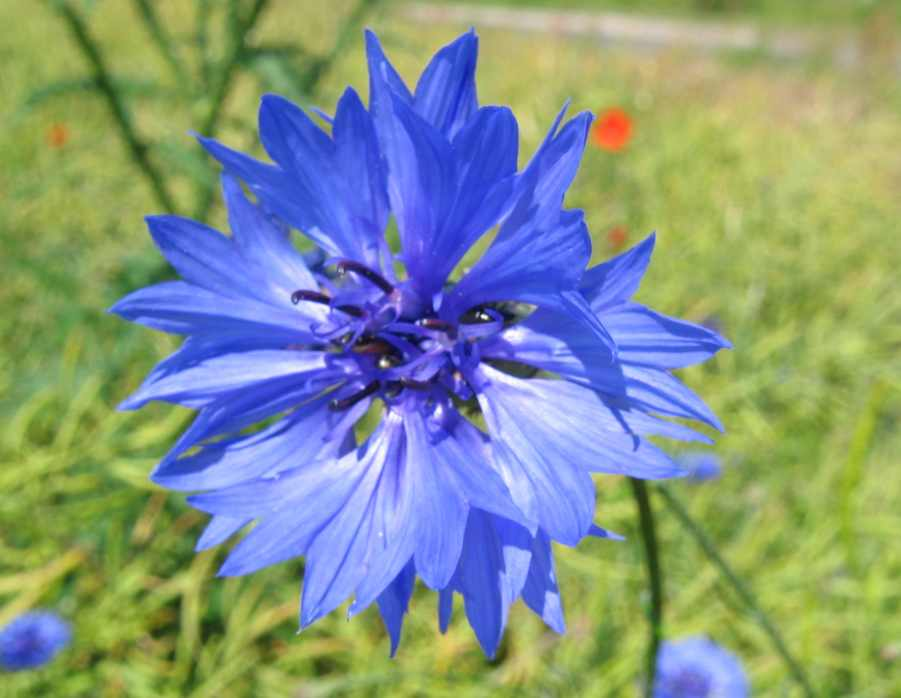
Un bleuet, symbole du mouvement pangermaniste en Autriche.

Le nationalisme allemand (en allemand : Deutschnationalismus) est un courant historique de la politique autrichienne, né dans la seconde moitié du XIXe siècle comme un mouvement nationaliste parmi la population germanophone de l'Autriche-Hongrie. Il favorise des liens étroits avec l'Allemagne, qu'il voit comme l'État-nation pour tous les peuples dont la langue allemande est la langue maternelle, et la possibilité de l'incorporation de l'Autriche dans une « Grande Allemagne ».
Dans la monarchie austro-hongroise, l'élite éduquée germanophone dans les pays habsbourgeois ayant fait partie du Saint-Empire romain et de la Confédération germanique (Cisleithanie) se fait l'ardent défenseur des liens étroits avec l'Empire allemand. Les mêmes idées ont été exprimées par des sociaux-démocrates tels que Victor Adler et des sociaux-chrétiens tels que Karl Lueger. En s'appuyant sur la solution grande-allemande évolue au parlement de Francfort pendant la révolution de 1848/49, le mouvement national-allemand reprenait d'abord l'orientation du Parti libéral allemand ; cependant, sous l'impulsion de Georg von Schönerer, il agissait de plus en plus de façon pangermaniste (alldeutsch) et antisémite. En 1885, Schönerer ajouta le paragraphe aryen au programme fondamental.
Après la proclamation de la république d'Autriche allemande, dans l'entre-deux-guerres, les parties du mouvement national allemand réclamaient le rattachement à la république de Weimar. Dans les années 1930, ils s'opposent à l'austrofascisme et au nationalisme autrichien propagé par la Front patriotique du chancelier Engelbert Dollfuss. À la suite de l’Anschluss de l'Autriche au Troisième Reich en 1938, la plupart des membres se rallièrent au parti nazi.
Après la Seconde Guerre mondiale, le mouvement affaibli s'organisait dans la Fédération des Indépendants puis dans la Parti de la liberté d'Autriche (FPÖ). Aujourd'hui l'idéologie d'une « communauté culturelle allemande » est parfois instrumentalisée pour attaquer la protection des droits des minorités, la migration humaine ou l'intégration européenne. Dans ce contexte, le nationalisme allemand traditionnel en Autriche est largement surmonté du populisme de droite.